# Académie des arts et techniques du cinéma
 (septembre 2020).
L'Académie des arts et techniques du cinéma, usuellement appelée Académie des César, est un organisme remettant les César du cinéma qui fut créé en 1975 à l'initiative de Georges Cravenne.
Régie par l'Association pour la promotion du cinéma (APC), elle a pour vocation de récompenser les réalisations, les productions ou les travaux artistiques les plus remarquables du cinéma français en leur conférant chaque année un trophée appelé César (d'après le nom du sculpteur homonyme qui en a réalisé la statuette), pour encourager la création cinématographique et attirer sur elle l'attention du public et des médias. Elle se réclame comme la seconde plus grande académie de cinéma derrière l'Academy of Motion Picture Arts and Sciences.

## Administration
L'académie est régie par l'Association pour la promotion du cinéma (APC), une association loi de 1901. Elle vérifie le fonctionnement de l'académie, le mode d'admission de ses membres, les critères d'éligibilité des personnes et des œuvres ou encore le nombre de trophées mis en jeu. Elle compte, au 22 décembre 2014, 50 personnalités membres. Peuvent y figurer les personnalités françaises détentrices d'un Oscar du cinéma, le président du CNC, les anciens présidents de l'APC  ainsi que 13 personnes choisies pour leur contribution exceptionnelle au cinéma (en référence aux 13 membres fondateurs de l'académie).

### Présidents de l'Académie
L'académie est dirigée par un président depuis sa création.
- 1976 : Marcel Ichac (à titre provisoire)[réf. nécessaire]
- 1976-1986 : Robert Enrico
- 1986-1988 : Jeanne Moreau
- 1988-1990 : Alexandre Mnouchkine
- 1990-1992 : Jean-Loup Dabadie
- 1992-2003 : Daniel Toscan du Plantier
- 2003-2020 : Alain Terzian
- 2020 : Margaret Menegoz (intérim)
- 2020-2024 : Véronique Cayla
- Depuis 2024 : Patrick Sobelman

## Les membres

### Collèges de membres et critère d'éligibilité
Les votants des César sont obligatoirement membres cotisants de l'académie (90 € par an). Ceux-ci sont classés selon 9 collèges de métiers du cinéma : 
- acteurs
- réalisateurs
- scénaristes
- techniciens
- producteurs
- distributeurs et exportateurs
- professionnels des industries techniques
- agents artistiques, directeurs de casting, attachés de presse
- exploitants

Les professions servant les intérêts et la promotion du 7e art sont prises en compte sur examen ; si elles ne sont concernées par aucune de ces catégories (par exemple les directeurs de festivals de cinéma), elles entrent dans un dixième collège dit des « membres associés »,. L'adhésion se fait sur demande, avec parrainage obligatoire d'au moins deux membres actuels. Les professionnels souhaitant devenir membres doivent avoir participé à la réalisation d'au moins trois longs métrages sur une période de cinq ans précédant leur demande d'admission. Les personnes ayant été nommées ou ayant obtenu un César sont dispensées de ces formalités et font l'objet d'une adhésion directe si elles en font la demande écrite.

### Répartition des membres de l'Académie
En 2025, l’académie est constituée de 4951 membres votants répartis en 19 branches.

### Processus de vote
Pour que les votants puissent constituer les nominations aux César, l'académie recense chaque année les films sortis en France et établit un guide des œuvres et des professionnels éligibles. Depuis 2005, un coffret de DVD des productions françaises ou majoritairement françaises, sorties en salles dans l'année, est envoyé en décembre, avec le catalogue de films, aux votants,. Après la révélation, fin janvier, de la liste des œuvres et des personnalités nommées, des séances de rattrapage des films cités sont organisées pour les votants retardataires aux cinémas Les 3 Luxembourg, dans le Quartier latin et Le Balzac, à proximité des Champs-Élysées, dans le 8e arrondissement de Paris.
Le vote s'étend sur deux tours de scrutin à bulletin secret, le premier servant à déterminer les différentes nominations selon les propositions majoritaires de noms pour chaque catégorie et le second procédant à l'élection du gagnant dans les domaines présentés. Depuis 2012, les votes des membres s'organisent sur le site Internet de l'Académie, par voie électronique, jusqu'au dernier jour.
Les César sont attribués annuellement, à la fin du mois de février ou au début du mois de mars, à l'issue du vote final des membres de l'Académie portant obligatoirement sur les films sortis en salles entre le 1er janvier et le 31 décembre de l'année précédente. Les César sont remis au cours d'une cérémonie, la Nuit des César, télédiffusée par Canal+.
En 2024, le Bureau de l’Académie des César décide que « dans l’hypothèse d’une mise en examen ou d’une condamnation judiciaire d’un.e participant.e à un film éligible pour des faits de violences, notamment à caractère sexiste ou sexuel, la personne ainsi mise en cause ne ferait l’objet d’aucune mise en lumière ». La personne concernée ne peut pas participer à la cérémonie, et de fait ne peut pas récupérer de César. Ce principe a déjà été utilisé en 2023 à la suite de l’affaire Sofiane Bennacer retiré de la catégorie Révélations après sa mise en examen pour viols et violences sur des anciennes compagnes,.

### 2020: fin de la présidence d'Alain Terzian et démission collective du conseil d'administration
En 2020, à quelques semaines de la 45e cérémonie des César, une polémique éclate. La controverse démarre le 13 janvier par une dėcision d'Alain Terzian, le président, qui refuse la participation de Virginie Despentes et Claire Denis, choisies par des acteurs pour être leurs marraines au dîner des Révélations des César.
Les critiques fusent, Terzian regrette son attitude et, le lendemain, le soir du dîner des Révélations, plusieurs acteurs et réalisateurs, dont Cédric Klapisch, Michel Hazanavicius et Marina Foïs, refusent « qu’il y ait des artistes désirables et indésirables » et dénoncent « des agissements discriminatoires indignes » ainsi qu'« un fait du prince » dans l’organisation des activités de l'Académie. Alain Terzian présente alors ses « sincères excuses » mais n'explique aucunement sa décision.
Dans un entretien au Journal du Dimanche, le 9 février, il promet de féminiser et de rajeunir l'Académie d'ici un an, le conseil d’administration ne comptant que 28,5 % de femmes , l’assemblée générale 17 % et la moitié des membres étant composée de septuagénaires ou plus. Mais la fronde est tenace et le lendemain, dans une tribune parue le 10 février dans Le Monde, 400 personnalités du cinéma dont Jacques Audiard, Bertrand Tavernier, Omar Sy, Michel Hazanavicius, Agnès Jaoui et Marina Foïs, réclament une « réforme en profondeur » de l’Académie des César : il lui est reproché des « dysfonctionnements », une « opacité des comptes » qui ne sont plus publiés, des statuts qui « n’ont pas évolué depuis très longtemps » et qui reposent toujours sur la « cooptation » ainsi que la gestion autocratique de son président depuis 2003, Alain Terzian.
« Une poignée d'hommes pose problème dans le cinéma français en se cooptant mutuellement depuis 30 ans à la tête de toutes les commissions, toutes les organisations. Outre d'être illégitimes, ils empêchent le renouvellement. » (Vincent Maraval, producteur).
Cette fronde apparaît à un moment où une série de sujets de société traverse le cinéma français et les douze nominations pour J'accuse, le film de Roman Polanski — accusé d'agressions sexuelles — enveniment encore le débat, des associations féministes appelant au boycott du réalisateur.
« Le problème, c'est que l'Académie n'est plus capable de permettre un renouvellement, de prendre en compte la diversité, l'évolution de la société, le changement de mentalité... Bref, tout ce que le cinéma est censé porter. » (Olivier Zegna Rata, délégué général du Syndicat des producteurs indépendants).
« Le cinéma français actuel est un milieu qui se définit en un mot : l'entre-soi. [...] C'est un milieu assez opaque, parisien, masculin, blanc. Il fallait que ça craque, et ça craque comme ça, avec cette fronde, et cette démission. » (Régis Dubois, historien du cinéma).
Le 13 février, l'Académie annonce la démission collective de son conseil d'administration ainsi que celle de son président et promet le « renouvellement complet » de ce dernier et de son organisation.
Le 26 février, la productrice Margaret Menegoz, membre du bureau sortant, est nommée présidente par intérim dans l'attente d'une assemblée générale extraordinaire qui aura finalement lieu le 9 juillet à la suite des retards dus à la pandémie de Covid-19 en France.

#### Renouvellement
Le 9 juillet, l’Académie fait peau neuve avec de nouveaux statuts votés par les 45 administrateurs des César au cours d'une assemblée générale extraordinaire, inaugurant un système de vote qui inclut, selon Margaret Menegoz, « plus de diversité, plus de parité, et plus de démocratie » afin de renforcer l’implication de ses 4 600 membres qui déplorent n’avoir « aucune voix au chapitre » dans les décisions de leur organisation,.
Il est décidé que ces membres éliront en septembre leurs représentants de l'assemblée générale dans 21 branches professionnelles qui vont de l’interprétation à la coiffure, de la réalisation à l’exploitation en salle, du maquillage aux décors. 170 personnes devront être élues pour quatre ans ainsi qu'un nouveau conseil d’administration d'une cinquantaine de membres issus de tous les secteurs de la profession, dont la moitié sera composée de femmes.
Le 16 septembre, les membres de l’Académie  (réalisateurs, producteurs, acteurs, techniciens…) élisent les nouveaux représentants de l’assemblée générale, mais le maintien d’office de dix-huit « membres historiques » — admis d’office parce qu’ils sont d’anciens présidents de l’Académie ou qu’ils ont obtenu un Oscar, et dont font partie Roman Polanski, accusé de viols et d’agressions sexuelles, et Alain Terzian, ancien patron contesté des César — relance les polémiques,. Quelques jours plus tard, deux « membres historiques » démissionnent et 120 des 164 membres de l’assemblée générale annoncent qu’ils demanderont un nouveau changement des statuts dès leur première réunion.
Le 29 septembre, Véronique Cayla, ancienne présidente d'Arte et du CNC, est nommée présidente de la nouvelle administration des César avec le cinéaste Éric Toledano au poste de vice-président
afin de sortir l'académie de sa crise historique.
« Nous avons tous deux, bien entendu, bien compris votre demande en matière de parité, de transparence, de diversité et de démocratie », a indiqué Véronique Cayla après son élection. « Avec vous, [...] nous pourrons inventer un nouveau modèle pour les Césars, un modèle collectif, imaginatif [...] pour pallier les difficultés actuelles, en particulier sanitaires,  [...] et mettre en œuvre la parité et la diversité », a-t-elle poursuivi.
En novembre, l'Académie annonce la suppression des membres de droit de l'assemblée générale, soit 18 membres, à une majorité de 134 voix et choisit l'actrice Marina Foïs, membre du nouveau conseil d'administration, pour animer la 46e cérémonie de remise des prix du cinéma français. Pour capter la soirée, Tristan Carné succède à Jérôme Revon, aux commandes de l'émission depuis une vingtaine d'années.

## Les actions de l'académie
En plus de la cérémonie des César, ainsi que la gestion administrative, l'académie organise d'autres événements, liés aux César : la soirée César & Techniques remet, depuis 2011, le Trophée César & Techniques qui récompense la meilleure entreprise technique cinématographique. Le déjeuner des nommés les réunit au Fouquet's, sur les Champs-Élysées, quelques jours après l'annonce des nominations afin de répondre aux questions des journalistes, participer à un photocall et récupérer leurs certificats officiels de nominations. Le dîner des producteurs rassemble, depuis 2008, des producteurs au Fouquet's ou à l'hôtel George-V quelques jours avant la cérémonie des César. L'événement est à chaque fois présidé par le ministre de la Culture (sauf en 2008 où le dîner fut présidé par Isabelle Huppert, ancienne compagne de Daniel Toscan du Plantier). L'académie y remet à cette occasion le Prix Daniel Toscan du Plantier, qui récompense le meilleur producteur de l'année, en remplacement du César du meilleur producteur (qui fut attribué de manière éphémère en tant que César du cinéma 1996 et César du cinéma 1997).
Depuis 2007, l'académie met en place un projet médiatique afin de mettre en lumière les nouvelles générations d'interprètes. Au mois de novembre précédant la cérémonie, un comité, constitué de directeurs de castings, élabore une liste de « Révélations » : 16 comédiens et 16 comédiennes s'étant distingués dans un film sorti dans l'année. Ces révélations sont valorisées lors d'une soirée spéciale avec une série de photographies (dont un album est édité) ainsi qu'un clip diffusé dans les salles de cinémas. Les listes des révélations féminines et masculines sont élaborées afin de faciliter les choix des nommés pour les César des meilleurs espoirs. Elles sont sans obligation de vote mais sont déterminantes dans le choix des nommés.
Depuis 2007, les Nuits en Or sont une tournée à travers toute la France où sont projetés les meilleurs courts métrages de France et du monde. Une tournée européenne est aussi organisée avec les courts métrages primés dans les académies étrangères de cinéma.

### Mémoire de César
Chaque année, depuis 2006, l'académie tire à un nombre d'exemplaires limités un livre mettant en relief l'un des gagnants de l'année précédente. L'année indiquée est celle de l'édition de l'ouvrage. Les livres sont édités par les éditions de l'œil :
- 2006 : Rendons à César..., photographies de différentes personnes avec le trophée des César par Gilles Porte (co-réalisateur de Quand la mer monte..., meilleur premier film en 2005)
- 2007 : Les Promeneurs, focus sur Le Promeneur du Champ de Mars (César du meilleur acteur en 2006 pour Michel Bouquet)
- 2008 : Dire Lady, focus sur Lady Chatterley (5 César dont celui du meilleur film en 2007)
- 2009 : L'espoir est féminin, focus sur Hafsia Herzi (meilleur espoir féminin en 2008) et Sandrine Bonnaire (meilleur espoir féminin en 1984)
- 2010 : Les Plages d'Agnès, focus sur le film homonyme (meilleur documentaire en 2009)
- 2011 : Les Beaux Gosses – Toutes premières fois, focus sur Les Beaux Gosses (meilleur premier film en 2010)
- 2012 : Michael Lonsdale/Abécédaire/Des Hommes et des Mots, l'acteur Michael Lonsdale (meilleur second rôle en 2011) donne son avis sur de nombreux cinéastes.
- 2013 : Tous au Larzac/Ce n'est qu'un début, focus sur Tous au Larzac (meilleur documentaire en 2012)
- 2014 : Ernest et Célestine, focus sur le film homonyme (César du meilleur film d'animation en 2013)
- 2015 : Histoires d'Adèle H., focus sur Adèle Haenel (meilleure actrice dans un second rôle en 2014)